# Головна вена
Головна вена (лат. v. cephalica) — це поверхнева вена верхньої кінцівки, що бере початок в ділянці великого пальця на внутрішній частині кисті. Головна вена йде по променевому боці передпліччя, прямує між дельтаподібним м'язом та дельтопекторальною борозною, потім лягає в латеральну борозну плеча, звідки прямує до дельтопекторальної борозни, де пройшовши через фасцію впадає в пахвову вену.

## Етимологія
Назва «головна», як правило стосується анатомічних утворень пов'язаних з головою. В історичному аспекті є дані, що внаслідок неточного перекладу перського лікаря Авіценни, який в своєму Каноні переклав латинський термін cephalic на арабський al-kífal, що означає «зовнішній».